# Пепељугин замак
Пепељугин замак је Пепељугин дом који се налази у центру два Дизнијева тематска парка: магични замак у светском одмаралишту Волта Дизнија и у Токио Дизниленду. Служи као водећа атракција за ова два тематска парка. Заједно са замком Успаване лепотице, Пепељугин замак представља главну атракцију Волт Дизни компаније.

## Екстеријер

### Инспирација и дизајн
Пепељугин дворац је инспирасан бројним правим и измишљеним дворцима. Они укључују Château d'Ussé, Дворац Фонтенбло, Версајски дворац и дворци Шенонсо, Pierrefonds, Шамбор, Chaumont и Алказар из Севговије али првенствено, и најочигледније, Нојшванштајн у Баварској. Остали извори инспирације укључују катедралу Нотр Дам у Паризу, дворац Мосзна у Пољској, саграђен у осамнаестом веку, и Тинску цркву у Прагу, Чешка Република, саграђену у четрнаестом веку. Главни дизајнер замка, Херберт Рајман (енгл. Herbert Ryman), такђе се осврнуо на оригинални дизајн замка из филма Пепељуга и његову добро познату креацију – Замак Успаване лепотице у Дизниленду у Калифорнији.

### Магично краљевство
Пепељугин замак је завршен у јулу 1971, после 18 месеци градње. Замак је висок 58 m (190 ft), мерено од нивоа воде. Већина извора наводи висину 1,8 m (5,9 ft) вишу када се мери од бетонског дна јарка, који је сам на мосту дубок 1,8 m (5,9 ft). Пепељугин замак је више од 30 m (98 ft) виши од замка Успаване лепотице у Динзниленду, Анахајм, Калифорнија. Трик за изградњу сета познат као присилна перспектива чини да се дворац чини вишим него што јесте. На већим надморским висинама, његове пропорције у пуној размери се смањују за елементе као што је камење, прозори, и врата. Овај замак је био највећи Дизнијев тематски парк до завршетка Зачараног Сторибрук замка у Дизниленд парку у Шангају.
Пепељугин замак је дизајниран тако да представља касноготички ватрени стил из 1400 година. За разлику од Дизнилендовог замка, злато није коришћено за екстеријер, све златне боје су у ствари елоксирани алуминијум. Упркос његовом изгледу, никакве цигле нису коришћене у конструкцији; унутрашња структура се састоји од шест стотина тона челика за конструкцију оквира, са зидом армираног бетона дебљине 250 mm (9,8 in) који окружује структуру до пуне висине најудаљенијих камених зидова. Сви челични и бетонски радови су подржани бетонским бушеним кесонским темељом. Користи се много мање стаклопластике него што се верује. Уместо тога, већи део спољашњости је густ, ојачан јако тврдим влакнима гипса који је подржан металним шипкама светла. Већина радова од стаклопластике резервисано је за екстеријер украшених горњих кула. Кровови такође нису без стаклопластике. Обложени су истом врстом пластике од које се праве шкољке рачунарског монитора, причвршћене конус лаким челичним лимом преко челичног подоквира. Ове куле су подигнуте дизалицом, а затим су заварене и пришвршћене трајно до главне структуре. Супротно популарној легенди, замак не може бити растављен или помакнут ни на који начин у случају урагана. Било би потребно неколико месеци да га раставите, такође би било много опасно користити потребну дизалицу (91 метар) у ветровитим условима, а требало би и да постоји конструктивнија звучна зграда. Као и свака друга згарада у свету Волта Дизнија, дизајн је био једноставно довољно ефикасно дизајниран да би се носио са ураганом. Лако може издржати брзину ветра од 200 km/h (120 mph) у централној Флориди.
Пепељугин замак је такође окружен јарком, који садржи око 3,37 милиона америчких галона (12.800 m³) воде; међутим, за разлику од покретног моста у замку Успаване лепотице у Дизниленду, Пепељугин замак не може подићи свој мост. На дворцу су укупно 27 куле, свака означена бројем 1-29 – куле са бројевима 13 и 17 су отказане пре изградње када се открило да их не можете видети ни са којег места у парку, углавном због других зграда Фанатазиајленда. Кула са сатом спреда је означена бројем 10, највиша бројем 20. Бројем 23 означена је друга кула са златним кровом.
Првобитно, планиран је апартман за Дизни породицу и породицу руководилаца, али пошто је Волт Дизни умро скоро 5 година пре него што се парк отворио, остао је недовршен, и временом је успешно претворен у центар за телефонске позиве, гардеробу и тренутно у хотелску собу. У дворцу се налазе три лифта. Један је за госте и пролази између предворја Пепељугиног Краљевског стола и ресторана на другом спрату. Други је за особље ресторана, и налази се у кули 2 са леве стране моста. Има приземља у Утилидорима, мезар разлазној соби и на другом спрату кухиње. Трећи лифт је у кули 20, и служи Ултидорима, путељку, кухињи Пепељугиног Краљевског стола и апартману Пепељугиног замка. Апартман је око 9,1 m (30 ft) нижи од нивоа кабла на ком Звончица „лети“ и који је причвршћен на кулу 20. Приступ каблу је путем мердевина. Од јануара 2007 до децембра 2009 апартман је коришћен као награда за Дизни Снови Гивавеј у Волт Дизни Свет резорту током прославе године Милион снова.
Пепељугин замак је дизајниран тако да буде довољно висок да се види са лагуне седам мора испред магичног краљевства, где се многи гости возе трајектом од паркинга до капија парка. У жаргону тематског парка, Пепељугин замак је првенствено замишљен као  „вини“ (појам често коришћен од стране Волта и његових имаџинерса) који привлачи нове улазеће госте кроз Главну улицу, САД према централном тргу, одакле се може приступити свим областима.
Замак је поново офарбан у јесен 2006, и сада је мало више беле, браон и розе боје а туре су много тамније плаве.
Седамнаестог фебруар 2020, у част седамдесетогодишњице изласка филма „Пепељуга“, Дизни је објавио да ће се замак поново офарбати у пролеће и лето 2020 са тамноплавим крововима, мало светлијом розе бојом, и имаће много златних украса на дворцу, заједно са тамнијим каменом. Дизни је осигурао да ће замак бити у потпуности посетљив док радови буду трајали, и ватромет догађаји ће се настављати. Радови се очекују да буду завршени крајем лета и замак ће бити спреман за прославу педесетогодишњице Волт Дизни светског резорта 2021.

### Токио Дизниленд
Генерално се сматра копијом дворца Чаробно краљевство. Токијска верзија је висока 51 метар. У периоду од 1986–2006. године, у замку је представљена популарна атракција названа „Мистериозни обилазак Пепељугиног замка“. У јуну 2006. године, дворац је поново обојен да би га разликовао од Пепељугиног замка у Чаробном краљевству. Дворац сада има златне украсе, кровови су обојени у другу нијансу плаве, а бели камен сада има преплануло / прљаво-ружичасту боју.
2018. године, Пепељугин замак у Токио Дизниленду је поставио фонтане инсталиране за ноћну презентацију "Прослављајте!". Токио Дизниленд је премијерно представљен 10. јула у оквиру прославе 35. годишњице.

### Посебне декорације
Пепељугин замак у Чаробном краљевству је неколико пута привремено преуређен.
- Како би обележили 25. годишњицу Волт Дизни светског одмаралишта 1. октобра 1996. године, Маштачи (креатори у Дизни компанији) су претворили прочеље Пепељугиног дворца у „рођенданску торту са 18 спратова“. Дворац је употпуњен црвеним и ружичастим "глазурама", џиновским шећерним штапићима и 26 упаљеним свећама, и представљао је централно место прославе у трајању од 15 месеци. Дизајниран од Забавног парка Волта Дизнија у Флориди, а касније дизајниран од стране Маштача, ово није био мали подухват. Било је потребно више од 1500 литара ружичасте боје да прекрију дворац, украшен разнобојним шарама, 26 свећа, висине од 6-12 метара, шећерне звезде дуге 61 cm, 16 медведића високих 1,5 метар, 30 лизалица 1 метар високе и 50 жвакаћих гума велике око 60 cm. Поред тога, потребно је више од 305 м ружичасте и плаве надувавајуће "глазуре" да би се ово завршило. 31. јануара 1998. дворац је преображен у првобитно стање.
- 16. новембра 2004, дворац је преуређен тако да изгледа као да је обложен тоалетним папиром, а "Стич је Краљ" је постављено на торњу као лажни графити како би обележили свечано отварање „Стичовог великог бекства“ тог дана. Материјал је уклоњен након што се парк те вечери затворио.
- Најновијим преуређењем замка обележено је "Најсрећније славље на Земљи" у част прославе 50. годишњице Дизниленда и свечано је представљено 5. маја 2005. Екстеријер дворца био је украшен полираним златним украсима, заставицама, транспарентима и таписеријама. Златне статуе Дизнијевих анимираних ликова такође су додате у екстеријер, укључујући Петра Пана, Звончице и Венди који круже око највише куле. Остале статуе обухватале су змију Ка и краља Луија из Књиге о џунгли, Симбу, Тимона и Пумбу из Краља лавова, Себастијана и Флаундера из Мале сирене, Церекала и белог зеца из Алице у Земљи чуда, те Виктор, Хуго и Лаверн из Звонара Богородичине цркве. Тик изнад предњег лука налазило се огромно "витражно" огледало по узору на магично огледало у Снежани и седам патуљака. Огледало је мењало слике сваких 40 секунди како би се приказали сваки Дизнијев дворац и датум отварања његовог парка: Дизниленд, 1955; Чаробно краљевство, 1971; Токио Дизниленд, 1983; Дизниленд одмаралиште Париз, 1992; и Хонг Конг Дизниленд, 2005. Украси су склоњени крајем септембра 2006.

- Пепељугин замак за "Најсрећније славље на Земљи"
- Замак током прославе 25. годишњице Волт Дизни компаније 1996.

### Ноћу
Када зађе сунце, дворац осветљавају ЛЕД светиљке постављене на различитим нивоима дворца и околним подручјима, пружајући ефикасан распон од 16,7 милиона боја. Сам дворац игра улогу у некадашњем ватромету Чаробног краљевства, „Жеље: Чаробно окупљање Дизнијевих снова“ у којем мења боју у синхронизацији са драматичном музиком екрана. Иста промена боје и ефекти дешавају се и за остале емисије ватромета: Здраво жеље (у Микијевој не баш страшној зурки за Ноћ вештица); Чаролија, музика и јаук (током Дизнијеве гусарске и принцезине забаве); и божићни ватромет приказује празнике Жеље током Микијеве веома веселе божићне журке. Технологија пројекције карата замка коришћена је у неколико ноћних догађаја, као што су њихов тренутни спектакуларни ватромети Заувек срећни и Хокус Покус Вилијам Спектакуларни.
На затварању парка изводи се ноћни „Пољубац за лаку ноћ“, у којем се по целом парку свира због посвећености Роја О. Дизнија око Магичног краљевства праћено Дизнијевом музиком која се мења заједно са бојама дворца. Чак и када се парк затвори пре 23 часова, емисија се изводи по други пут у 23 часова, пружајући забаву гостима хотела „Дизни одмаралиште“ који граниче са лагуном „Седам мора“. Почетком новембра 2007, по први пут, „Светла замка снова“, са преко 200.000 ЛЕД божићних лампица (као што је Дизниленд Париз 2004. године), прекривао је Пепељугин замак и осветљавао се ноћно током нове сценске представе испред дворца.

### Магија, сећања и ти
Дана 18. јануара 2011. године, ноћна пројекција премијерно је представљена у Пепељугином дворцу у Свету Волта Дизнија. Емисија је садржавала фотографије и видео записе гостију парка, снимљене од стране Дизнијевих запослених, у комбинацији са пројекцијама Дизнијевих ликова и атракцијама и унапред одабраном музиком. Емисија „Магија, сећања и ти“ представљена је пре и после вечерњих ватрометских Жеља у Магичном краљевству, као што је и представљена пре и после Дизнилендовог редовног ноћног ватромета и била је део Дизнијеве кампање "Нека успомене почну" за 2011. годину. Паралелна представа постојала је у одмаралишту Дизниленд, која се одвијала уместо тога на широкој „То је мали свет“ фасади. 3. септембра ова емисија се завршила и замењена је сличним ноћним мултимедијалним емисијама „Прослављајте Магију“ 2012. године и „Некада давно“ у јесен 2016. „Магија, сећања и ти“ је такође била инспирисана сличном тематском песмом на „Прослављајте!“ Токио Дизниленд као део прославе 35. годишњице Токио Дизни одмаралишта, која је премијерно представљена у токијском Дизниленду 10. јула 2018. године, што је такође створило прихваћеност и поштовање као и предходни ноћни шоу.

## Ентеријер

### Мозаик
Унутар замка налази се ред од пет мурала уклопљених у мозаик који показују причу о Пепељуги. Дизајнирала их је Дороти Редмонд, а тим од шест уметника предвођеним Хансом Јоахимом Шарифом их је обојио и склопио. Било је потребно 22 месеца за склапање преко 300.000 делова италијанског стакла  (стакло прављено специјално за мозаике, традиционално су га користиле италијанске занатлије) у више од 500 боја. Многи од њих су прављени ручно, од стерилисаног сребра и 14- каратног злата, а неки од њих су мали као глава од чиоде. Ако се мало боље загледа може се приметити да се на сваком муралу злим сестрама додало мало боје. Једној је лице „црврно и љуто“ док је другој сестри „зелено и зависно"док гледају како пепељуга испробава стаклену ципелицу.

### Бибиди Бобиди бутик
Од 10. септембра 2007, замак је дом бибиди бобиди бутика, који је први пут представљен у центру Дизни парка. Унутар бутика гости могу да испробају такозвану „трансформацију у Дизни принцезу“. Она се састоји из шминке за принцезе, једне од три фризуре, маникира, крила, хаљине, круне, штапића и ципела.
Краљевска галерија, продавница за поклоне у овом месту, померена је у „Мејн Стрит синема“ у Мејн Стриту, Сједињеним Америчким Државама.

### Пепељугин апартман
Унутар вишег нивоа Пепељугиног замка налази се апартман. Ово место није велико и може се упоредити са величином купатила просечне куће. Апартман се може видети споља ако се гледа у витраж са сликама који се налази у централном делу са источне стране замка. Стакло садржи много малих вишеслојних делића који помало заклањају поглед на парк из унутрашњости апартмана. Апартман садржи велики балкон на источној страни. Зидови око балкона су високи 1.5 метара. Овај балкон нуди поглед на северни источни и јужни део парка. Балкон се може користити само у хитним случајевима и није протор који гости могу да користе.
Дана 7. јуна 2005. Дизни је најавио да ће апартман бити комплетно декорисан и тапациран као „краљевски кревет“, где могу спавати шест особа. Била је доступна као награда током године прославе Милионских Снова(2007) која се одржава у свих 11 дизнијевих тематских паркова, једно преноћење била је награда случајно изабраним гостима у четири тематска Дизни парка и централном Дизни парку.

### Пепељугин краљевски сто
Пепељугин краљевски сто, првобитно познат као сала за бенкете Краља Стефана, је ресторан унутар замка. Лоциран на другом спрату, посетиоци могу да дођу кружним степеницама или лифтом до ресторана, где су деца ословљена као принчеви и принцезе, док су одрасли на забави ословљени као племићи и племкиње. Волт Дизнијеви креатори су првобитно желели да ресторану дају краљевско име, и пошто нема добро познатих ликова из „Пепељуге“ који су удовољили ниховим критеријумима, уместо тога они су изабрали име оца Успаване Лепотице, Краља Стефана. Име је промењено 28. априла 1997. године, да не би збунили туристе. Ресторан је декорисан не само са неколико витражa и средњовековних предмета, већ са више од четрдесет грбова. Сваки од њих је заправо породични печат, и представља неке од људи који су имали велику улогу у дизајнирању и изградњи Волт Дизни света, укључујући Роџера Брогера, Марка Дејвиса (аниматор и креатор тематског парка), Роја О. Дизнија (Волтов брат), Џона Хенча (који је дизајнирао замак), Дајане Дизни Милер (Волтова ћерка), Дика Нуниса (првобитни председник Волт Дизни атракција), и Марти Склар (главни креативни директор који је радио заједно са Волтом Дизнијем).
Пепељугин краљевски сто је такође локација „Оброка бајке у Пепељугином краљевском столу“. За доручком, ручком и вечером Пепељуга поздравља све госте у краљевском фоајеу, а за време оброка Дизни принцеза пролази поред столова.

### Пепељугина дворана бајке (Токио Дизниленд)
Пепељугина дворана бајке је атракција која се налази у Пепељугином замку у Дизниленду у Токију. Пепељуга, желећи да подели своју чаробну причу, је одлучила да отвори замак и током њеног одсуства и изложи уметничка дела која показују призоре из њене приче. У предворју и ходнику гости ће наћи осам фрески које приказују како се Пепељуга променила од вољене ћерке, до служавке, и потом и принцезе. Они ће такође видети Пепељугу која се магично преобукла у раскошну балску хаљину, и друга уметничка дела направљена од различитих материјала као што су папир, дрво и стакло. У великој дворани гости ће наћи величанствен лустер, познату стаклену ципелицу, трон и посебне слике које откривају магичну поруку када су фотографисане помоћу блица.

### Прописи о лету (Валт Дизни свет)
Одржањем висине испод 61 m (200 ft), дворац у Волт Дизни свету успео је да избегне прописе Федералне управе за ваздухопловство који би захтевали да трепере упозоравајућа светла на врху. Две највише атракције у Дизни свету, Терорски Торањ Зоне Сумрака и Експедициони Еверест, врхом на 199 и 199.5 стопа, како би избегли овај захтев.
Као резултат напада 11. септембра 2001. године, усред забринутости да би генерално ваздухопловство могло угрозити јавну безбедност, Федералне управе за ваздухопловство су поставиле привремено ограничење лета (ТФР) преко целог летовалишта Валт Дизнија у Орланду на Флориди. Ограничење лета протеже се од острва у близини Савременог одмаралишта (28° 24′45 ″ С 81° 34′20 ″ З) у радијусу од 3 наутичке миље (5,6 km (3,5 mi)) до 3.000 ft (910 m) изнад површине земље. Пепељугин замак је коришћен као визелна референца. Постоји легенда која каже да је Дизни забранио летове изнад парка како би се посетиоци још више одвојили од спољног света, али прави разлог је, заправо, био одговор на нападе 11. септембра. Међутим, авиони за заштиту закона и Волт Дизни Цесна 172 изузети су из овог ТФР-а.

## Лого
Пепељугин замак је Дизнијева икона. Овај замак заједно са замком успаване лепотице постао је лого Дизни компаније (Волт Дизни телевизије, Дизни музичке групе). Такође је доста приказан у рекламама за Чудесан Дизни свет, раније приказан на Дизни каналу.